# LV-5225
La LV-5225 és una carretera antigament anomenada veïnal, actualment gestionada per la Diputació de Lleida. La L correspon a la demarcació provincial de Lleida, i la V a la seva antiga consideració de veïnal.
És una carretera del Pallars Sobirà, de la xarxa local de Catalunya, d'1,5 quilòmetre de llargària, que té l'origen a la LV-5223, en terme de Sort, al nord del poble de Bernui, al lloc denominat els Plans de Bernui, des d'aquest lloc arrenca cap al sud-oest, passant ran i al nord de Bernui i arribant de seguida al poble de Saurí.